# كأس جمهورية أيرلندا 2016
كأس جمهورية أيرلندا 2016 (بالإنجليزية: 2016 FAI Cup)‏ هو الموسم 93 من كأس جمهورية أيرلندا. أقيم خلال الفترة 2 أبريل 2016 وحتى 6 نوفمبر 2016، وأشرف على تنظيمه اتحاد أيرلندا لكرة القدم، وكان عدد الأندية المشاركة فيه 40، وفاز فيه نادي كورك سيتي.